# Цюрих-Зільнау
47°22′20″ пн. ш. 8°31′54″ сх. д. / 47.372238343483° пн. ш. 8.531724954° сх. д.
Цюрих-Зільнау (нім. Zürich Selnau) — залізнична станція на залізниці Зільталь — Цюрих — Уетліберг між кварталами Сіті та Верд швейцарського міста Цюрих. З 1990 року станція знаходиться в тунелі під річищем річки Зіль.

## Опис
Стару станцію Зільнау було введено в експлуатацію в 1875 році як наземну тупикову станцію разом із лінією Зільнау — Уетліберг тогочасної Уетлібергбану.

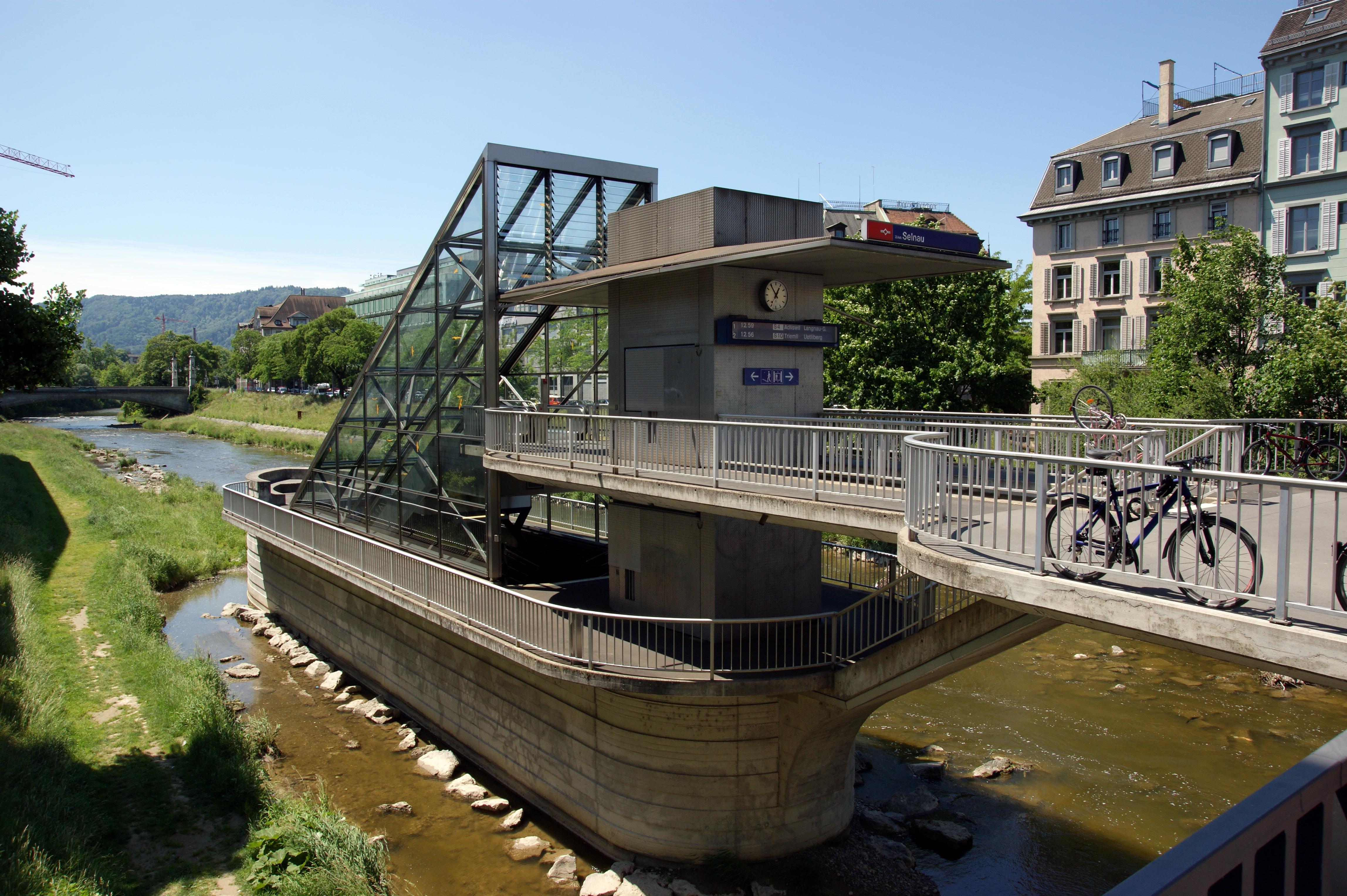
Надземний «корабель» у руслі річки Зіль, північний вхід до станції (2009)

Відсутність прямого сполучення з головним вокзалом Цюриха протягом десятиліть виявилася головним недоліком. У результаті, із запровадженням у 1990 році Цюрихської міської залізниці та Цюрихської транспортної асоціації, стару наземну кінцеву станцію було закрито та замінено новозбудованою підземною наскрізною станцією, сполученою тунелем зі станцією Цюрих-Головний.
Прямо навпроти входу до вокзалу облаштовано трамвайну зупинку, що робить станцію зручним транспортним вузлом для виконання пересадок між різними видами транспорту.

## Історія старого вокзалу

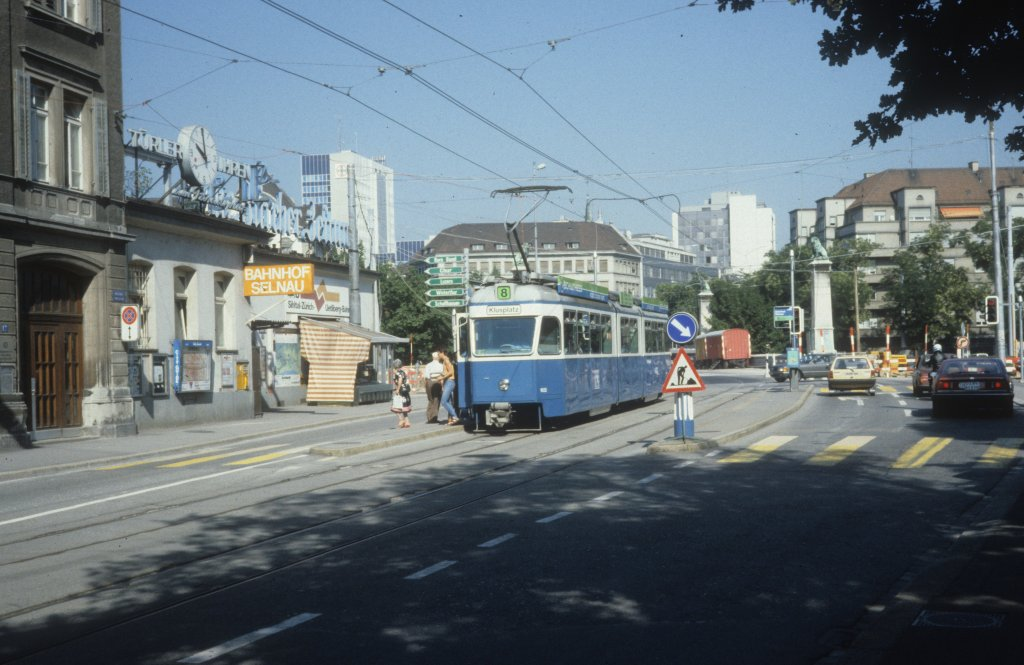
Частина станції ліворуч на фото 1986 року

Старий вокзал був побудований у 1875 році як «тимчасова» кінцева станція Уетлібергбану на місці муніципального лісосховища. Ділянку не викупили, а взяли в оренду у міста за договором оренди. Кінцева станція спочатку мала 3 робочі колії та депо.
Через відкриття Зільтальбану і його запровадженням на цій станції, станція була перебудована в 1892 році. Тепер вона містила шість службових колій, а депо було перенесено на станцію Цюрих-Гісхюбель.
У 1897 році був побудований окремий гідрант для збору води, а в 1899 році на платформі встановлено газове освітлення.
У 1978 році було замінено дах платформи.
У 1990 році станцію закрили, колії розібрали, а ділянку повернули місту. У наступні роки на її місці був побудований житловий масив Зільнау. Будівля вокзалу, побудована в 1892 році, була знесена в 1990 році.
У колишньому вокзальному буфеті в 1992 році був відкритий джаз-клуб Moods, який до 2000 року провів близько 1700 концертів із загальною кількістю 140 000 відвідувачів.

## Теперішній вокзал

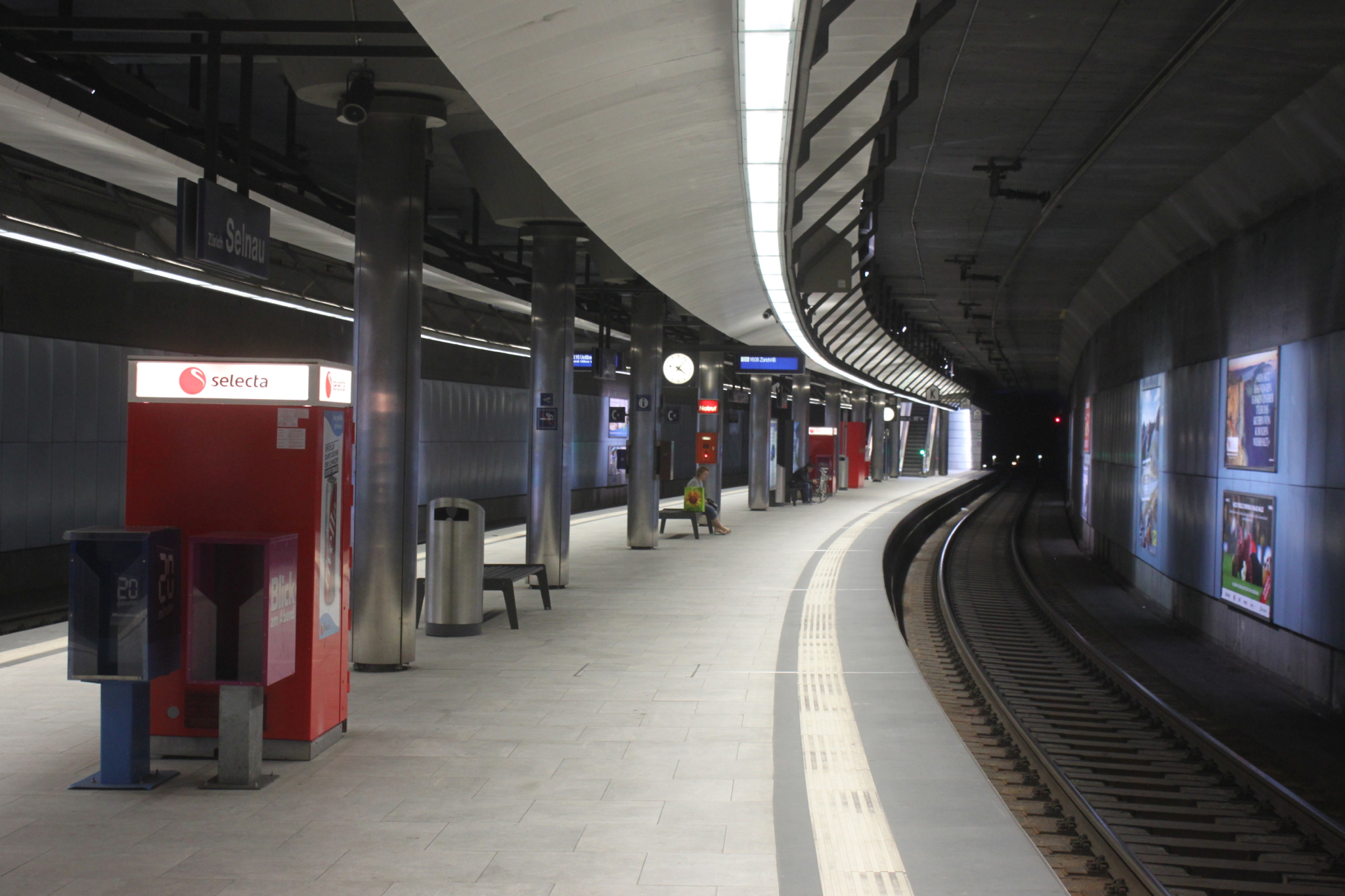
Перон станції Сельнау (2014)

З точки зору залізничної техніки, це проста зупинка з острівною платформою, яка була побудована нижче річища Зіль. Південний вхід знаходиться навпроти колишнього залізничного вокзалу на мосту Штауффахер. Північний вхід оточений водою Зіль і веде до мосту через Зіль між Штауффахером і Зільпорте. З обох боків відбувається зміна смуг, але це пов'язано з тим, що траса обладнана двома контактними лініями з різною напругою. І тільки так його можна використовувати по черзі то для одного, то для іншого натягу як двоколійного маршруту. У правилах SZU робочий пункт «Цюрих-Зільнау» вказано як зупинка.